# Richard Allen
Richard James Allen (4. června 1902, Nágpur – 1969, Bengalúru) byl indický brankář pozemního hokeje. S reprezentací Britské Indie získal 3 zlaté olympijské medaile ze tří účastí na olympijských hrách (1928 v Amsterdamu, 1932 v Los Angeles a 1936 v Berlíně). Na těchto 3 olympiádách nastoupil celkem k 10 zápasům a inkasoval pouze dva góly, což je dodnes platným brankářským olympijským rekordem v pozemním hokeji.

## Odchytané zápasy na letních olympijských hrách
- LOH 1928 – všech 5 zápasů a žádná inkasovaná branka
- Základní skupina
- Britská Indie – Rakousko 6:0
- Britská Indie – Belgie 9:0
- Britská Indie – Dánsko 5:0
- Britská Indie – Švýcarsko 6:0
- Finále
- Britská Indie – Nizozemsko 3:0
- LOH 1932 – 1 zápas ze 2 a 1 inkasovaná branka
- Britská Indie – USA 24:1
- LOH 1936 – 4 zápasy z 5 a 1 inkasovaná branka
- Základní skupina
- Britská Indie – Maďarsko 4:0
- Britská Indie – Japonsko 9:0
- Semifinále
- Britská Indie – Francie 10:0
- Finále
- Britská Indie – Německo 8:1